# Weberacantha octa
Weberacantha octa är en urinsektsart som beskrevs av Christiansen 1951. Weberacantha octa ingår i släktet Weberacantha och familjen Isotomidae. Inga underarter finns listade i Catalogue of Life.